# Lamelligomphus risi
Lamelligomphus risi – gatunek ważki z rodziny gadziogłówkowatych (Gomphidae). Występuje w Nepalu oraz północnych i północno-wschodnich Indiach (Uttarakhand, Bengal Zachodni i Arunachal Pradesh); niepewne stwierdzenia z Laosu i Tajlandii.